# Tankiz ibn Abdalláh al-Huszámi
Szajf ad-Dín Abu Szaíd Tankiz ibn Abdalláh al-Huszámi an-Násziri (arab betűkkel سيف الدين أبو سعيد تنكز بن عبدالله الحسامي الناصري; tudományos átiratban Sayf ad-Dīn Abū Saʿīd Tankiz ibn ʿAbdallāh al-Ḥusāmī an-Nāṣirī; ? – Alexandria, 1340 júliusa) mamlúk emír, an-Nászir Muhammad szultánságának meghatározó személyisége, 1312–1340 között Damaszkusz, majd egész Szíria helytartója volt. Neve törökös formában Tengiz.

## Felemelkedése
A kipcsak származású Tankizt egy Hvádzsa Alá ad-Dín asz-Szívászi nevű rabszolgakereskedő vásárolta meg és adta el Huszám ad-Dín Ládzsín al-Manszúri egyiptomi emírnek, aki 1296 novemberében megszerezte a szultánságot. (Több forrás szerint Ládzsín nem közvetlenül a kereskedőtől, hanem az 1290–1293 közt uralkodó al-Asraf Halíl szultántól vásárolta meg Tankizt.) Halálát követően Tankiz a névlegesen uralkodó an-Nászir Muhammad testőrségébe (hásszakijja) került. (Nevében az al-Huszámi így Ládzsínra, az an-Násziri pedig Muhammadra utal.) A testőrség tagjaként az 1301-es és 1303-as, ilhánida mongolok elleni harcokban kitüntette magát. A szultán 1309-ben, amikor a jordániai Karakba vonult, hogy átvegye a tényleges hatalmat, tízes emírré léptette elő. Különböző szíriai megbízásokat kapott – hírvivő volt Akkús al-Afram damaszkuszi kormányzó és más helytartók felé – amelyek sikeres teljesítésének köszönhetően a szultán 1312-ben Damaszkusz alkirályi (náib) rangú helytartójává nevezte ki. Már ekkor őt nevezték ki kapcsolattartónak a többi szíriai helytartó és a szultán között, de 1314-ben egész Szíria alkirályává lépett elő.

## Szíria élén
Helytartói minőségben (bár néhány indokolatlanul kegyetlen tettét is feljegyezték) összességében igazságosan járt el az alattvalókkal, emellett számos építkezést hajtott végre székhelyén: felújíttatta az Omajjád-mecsetet, a Dár adz-Dzahab (Aranyház) néven ismert helytartói palotát, építkezéseket hajtott végre a város falain és útjain, valamint a Szent Mihály-templom helyén felépíttette a máig álló, róla elnevezett mecsetet; a felesége, Szitíta (vagy Szutajta) bint Kúkbáj számára mauzóleumot és egy hozzá kapcsolódó női ribátot emeltetett. Kilenc közfürdőt is építtetett a lakosság hasznára. Amellett, hogy népszerű és tehetséges adminisztrátornak bizonyult, katonaként is bizonyított: 1315-ben sikeresen elfoglalta a mongol kézen lévő határvárat, Malatyát, és az örmény Kilikiába is betört.

## A bizalom megszerzése és elvesztése
Helytartósága alatt Tankiz rendszeresen Kairóba utazott, ahol a szultán mindig rendkívüli tiszteletadással fogadta. Pozíciójának erejét mutatja, hogy a szokásokkal ellentétben három fia is uralkodói szolgálatba lépett (mamlúkok fiait rendszerint nem engedték a hatalom közelébe), sőt, egyikük emírré lépett elő. Egy lányát, Kutlúmalikot pedig a szultán vette feleségül, aki egyúttal eljegyezte két másik lányát két saját fiával – az esküvőre azonban már nem került sor. Az uralkodói kegyekben fürdőző Tankiz negyed százados helytartósága alatt hatalmas vagyonra tett szert, és számos irigye lett a felső körökben. Ráadásul elbizakodottá és öntörvényűvé is vált: az 1330-as évek végén elutasította a mamlúkokhoz átállni kívánó mongol anatóliai helytartó, Eretna küldöttségét, amit az elpanaszolt a szultánnak, továbbá visszatartotta a keresztények adóit és indokolatlanul keményen büntette meg őket egy tűzvész miatt, amelynek ők voltak állítólagos elidézői. Al-Makrízi szerint ekkoriban már a hatalom átvételét fontolgatta. A szultán végül 1340-ben a letartóztatásáról döntött, amit, bár tartott tőle, Tankiz nem tudott kikerülni: 1340. június 21-én a szafadi helytartó bebörtönözte, majd láncra verve Kairóba vitték, végül Alexandriába került fogságba, ahol rövidesen kivégezték, vagyonát pedig elkobozták és szétosztották az előkelőségek között. Holttestét a szultán alig egy év múlva bekövetkező halálát követően Damaszkuszba vitték, és saját mecsetében helyezték nyugalomra. Lányától és a szultántól származó unokája, Szálih 1351–1354 között megszerezte a szultáni trónt.